# La Baconnière
La Baconnière è un comune francese di 1 573 abitanti situato nel dipartimento della Mayenne nella regione dei Paesi della Loira.

## Società

### Evoluzione demografica
Abitanti censiti